# Флаг Саскачевана
Флаг Саскачевана отличает наличие особого цветочного герба справа (лилия филадельфийская). Верхняя зелёная полоса представляет собой лес Северного Саскачевана, а золотая нижняя полоса символизирует южные пшеничные поля. Флаг выполнен в пропорциях 1:2.

## История

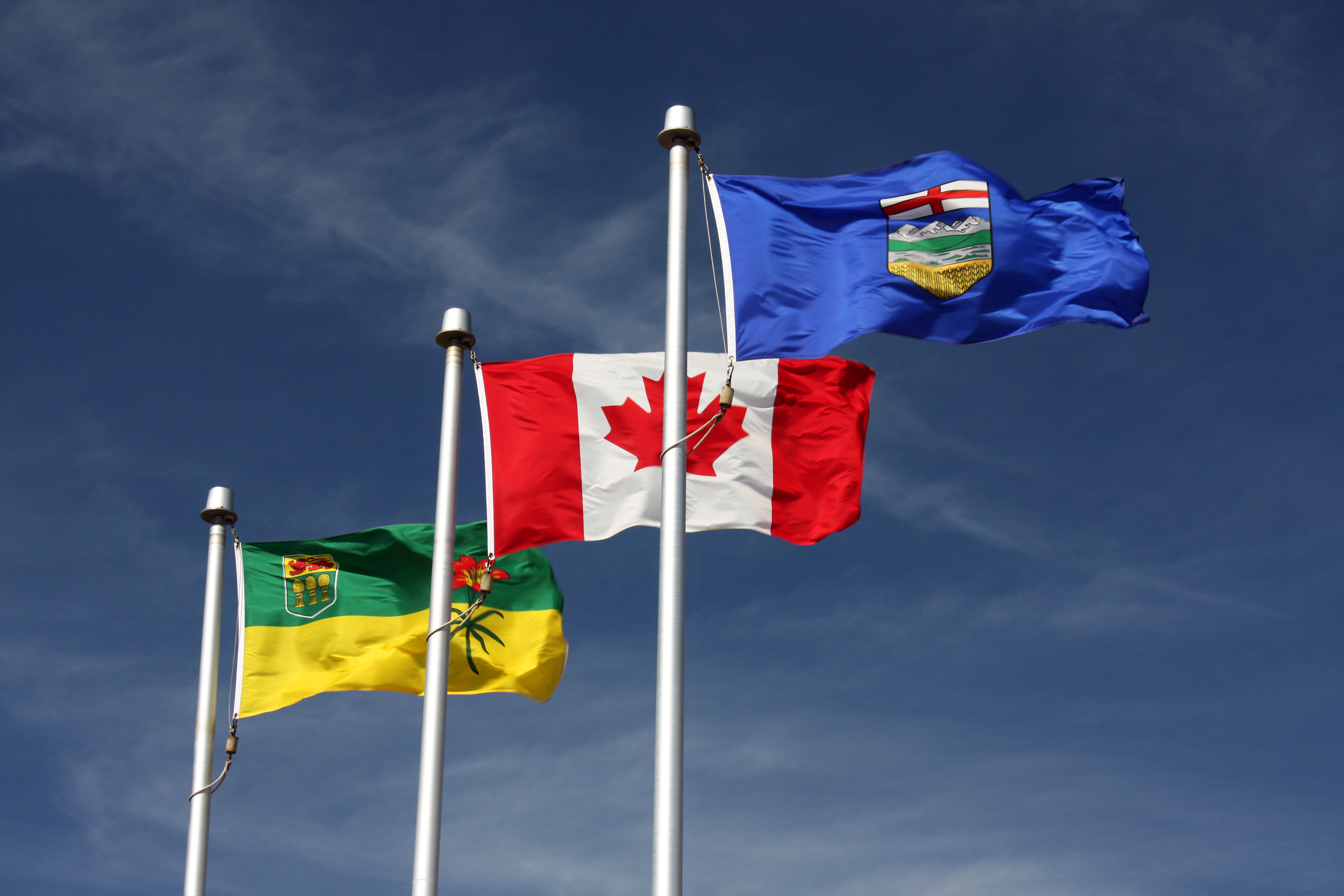
Флаг Саскачевана крайний слева, рядом флаги Канады (в центре) и провинции Альберта в Ллойдминстере

Нынешний флаг Саскачевана был принят 22 сентября 1969 года; конкурс на лучший флаг прошёл по всей провинции и объединил более четырёх тысяч рисунков. Флаг-победитель был разработан Энтони Дрейком из города Ходжевилль, Саскачеван.

### Юбилейный флаг на 60-летие провинции

Юбилейный флаг Саскачевана, разработанный на 60-летие провинции

В 1964 году был предоставлен юбилейный флаг, в честь шестидесятилетия провинции. Правительство Саскачевана организовала конкурс на лучший юбилейный флаг в преддверии 60-летия провинции. Было рекомендовано включить цвета герба провинции, изданные королевским указом в 1906 году. Флаг-победитель был выбран из 241 флага-претендента, и был разработан сестрой Имельдой Бюргарт из женского монастыря Святого Ангела. Юбилейный флаг Саскачевана был впервые официально поднят 31 января 1965 года. Использование этого флага вскоре было продлено до 1967 года. Во время этих событий, флаг был широко распространён по всей провинции, и авторы надеялись, что эта версия флага станет флагом провинции. На юбилейном флаге изображён стилизованный стебель пшеницы; Герб Саскачевана переместился из левого верхнего угла в правый верхний. Основные цвета флага также изменились — верхняя полоса стала красной, нижняя зелёной. Красный цвет символизирует пожары, которые опустошали степи, зелёный цвет символизирует сельскохозяйственные культуры, а золотистый символизирует пшеничные поля. Этот флаг используется в обоих разрешениях (3:2 и 2:1), однако флаг так и не был закреплён за провинцией официально.

## Внешние ссылки
- Government of Saskatchewan, Tourism Saskatchewan: Quick Facts